# Cá phi phụng
Cá phi phụng (tên khoa học Semaprochilodus theraponura) là một loài cá nước ngọt Nam Mỹ trong chi Semaprochilodus. Chúng có nguồn gốc ở vùng trung tâm và phía tây của sông Amazon và các sông nhánh và có thể đạt chiều dài tối đa 35 cm.